# Allen Murphy
Allen Murphy (nacido el 15 de julio de 1952 en Birmingham, Alabama) es un exjugador de baloncesto estadounidense que jugó una temporada en la ABA además de hacerlo por un breve espacio de tiempo en la NBA. Con 1,96 metros de estatura, lo hacía en la posición de escolta.

## Trayectoria deportiva

### Universidad
Jugó durante tres temporadas con los Cardinals de la Universidad de Louisville, en las que promedió 16,4 puntos, 5,1 rebotes y 1,7 asistencias por partido. En sus tres temporadas fue elegido en el mejor quinteto de la Missouri Valley Conference, disputando la Final Four de la NCAA en 1975, en la cual fue incluido en el mejor quinteto del torneo.

### Profesional
Fue elegido en la trigésimo quinta posición del Draft de la NBA de 1975 por Phoenix Suns, y también por los Kentucky Colonels en la tercera ronda del draft de la ABA, firmando con estos últimos. Pero no tuvo apenas hueco en el equipo entrenado por Hubie Brown, disputando tan solo 29 partidos a lo largo de la temporada, en los que promedió 3,9 puntos y 1,6 rebotes.
Al año siguiente la franquicia y toda la liga desaparecieron, y no logró entrar en el draft de dispersión que se organizó para favorecer la integración de los jugadores sin equipo en la NBA. Fichó como agente libre por los Chicago Bulls, pero poco antes del comienzo de la temporada 1976-77 fue traspasado a Los Angeles Lakers a cambio de futuras consideraciones. Pero en el equipo californiano, entrenado por Jerry West, solo llegó a jugar 18 minutos repartidos en dos encuentros, promediando 2,5 puntos y 2,0 rebotes, siendo posteriormente despedido y abandonando la práctica del baloncesto.

## Estadísticas de su carrera en la NBA y la ABA

### Temporada regular
| Temporada | Edad | Equipo             | Liga  | P  | TIT | MIN | TC  | TCA | %TC  | 3P  | 3PA | %3P  | TL  | TLA | %TL  | R.OF. | R.DEF. | REB | ASIS | ROB | TAP | PER | FP  | PTS |
| 1975-76   | 23   | Kentucky Colonels  | ABA   | 29 |     | 8.6 | 1.5 | 3.9 | .377 | 0.0 | 0.0 | .000 | 0.9 | 1.3 | .730 | 0.8   | 0.8    | 1.6 | 0.4  | 0.3 | 0.3 | 0.9 | 1.8 | 3.9 |
| 1976-77   | 24   | Los Angeles Lakers | NBA   | 2  |     | 9.0 | 0.5 | 2.5 | .200 |     |     |      | 1.5 | 3.5 | .429 | 1.5   | 0.5    | 2.0 | 0.0  | 0.0 | 0.0 |     | 2.5 | 2.5 |
| Total     |      |                    | TOTAL | 31 |     | 8.6 | 1.4 | 3.8 | .370 | 0.0 | 0.0 | .000 | 1.0 | 1.4 | .682 | 0.9   | 0.8    | 1.6 | 0.4  | 0.3 | 0.3 | 0.9 | 1.8 | 3.8 |
|           |      |                    | ABA   | 29 |     | 8.6 | 1.5 | 3.9 | .377 | 0.0 | 0.0 | .000 | 0.9 | 1.3 | .730 | 0.8   | 0.8    | 1.6 | 0.4  | 0.3 | 0.3 | 0.9 | 1.8 | 3.9 |
|           |      |                    | NBA   | 2  |     | 9.0 | 0.5 | 2.5 | .200 |     |     |      | 1.5 | 3.5 | .429 | 1.5   | 0.5    | 2.0 | 0.0  | 0.0 | 0.0 |     | 2.5 | 2.5 |